# اردشیر سورن
اردشیرِ سورن (پارسی میانه: Ardašīr ī Sūrēn) یکی از نجیب‌زادگان ساسانی از خاندان سورن در سده سوم میلادی در زمان حکومت شاپور یکم بود.

## زندگی

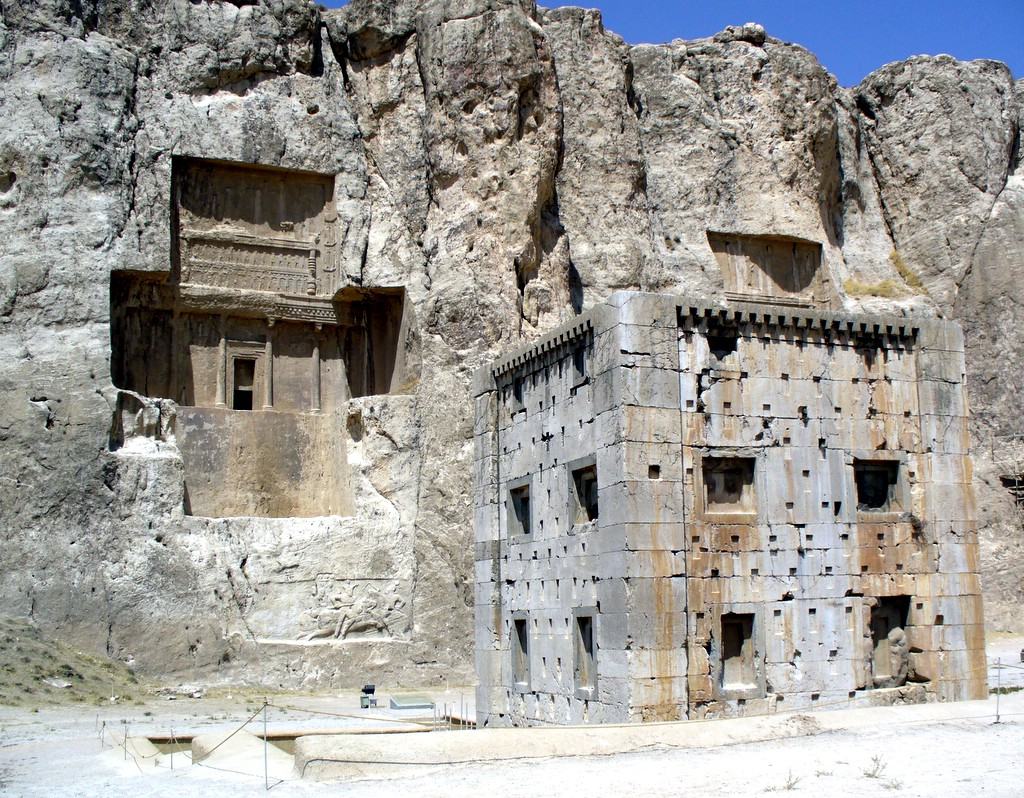
کعبه زرتشت، جایی که سنگ‌نوشته شاپور یکم حک شده‌است

از او در سنگ‌نوشته شاپور یکم بر کعبه زرتشت یاد شده‌است. او در این سنگ‌نوشته در میان ۶۷ نجیب‌زاده در رتبهٔ چهاردهم قرار دارد. از اردشیر در سنگ‌نوشته پایکولی نیز به عنوان یکی از پشتیبانان نرسه در آغاز پادشاهی یاد شده‌است. اطلاعات دیگری از زندگی او در دست نیست.